# Zitlala
Zitlala é um município do estado de Guerrero, no México.